# Kerissa Fare
Kerissa Fare (nacida el 31 de diciembre de 1976) es una modelo y actriz estadounidense que fue elegida playmate de septiembre de 2000 de la revista playboy. Además de su aparición en la revista también lo hizo en varios videos playboy.